# Papa Niang
Papa Niang (5 dicembre 1988) è un ex calciatore senegalese, di ruolo attaccante.

## Carriera

### Club
Ha giocato nella massima serie dei campionati finlandese e kazako.

### Nazionale
Nel 2006 ha giocato due partite con la nazionale senegalese Under-18.